# Козлянинов, Иван Андреевич
Иван Андреевич Козлянинов (Козляинов) (1818—1859) — русский архитектор, академик архитектуры.

## Биография
Родился в 1818 году. В 1834 году поступил в Императорскую Академию художеств. В 1839 году получил от Академии художеств малую серебряную медаль, звание художника с правом на чин XIV класса и был награждён шпагой. В 1858 году Советом Академии был избран в академики.
Состоял при постройке Исаакиевского собора в Петербурге. Его основной постройкой в Петербурге был не сохранившийся дом Мусина-Пушкина (наб. р. Фонтанки, 161, 1851).
Умер 17 (29) января 1859 года. Похоронен на Митрофаниевском кладбище с Агриппиной Андреевной Козляниновой и Лидией Ивановной Елоховской.